# 戶谷菊之介
戶谷菊之介（日语：／ Toya Kikunosuke，1998年11月30日—）是日本男聲優，Sony Music Artists旗下藝人。

## 經歷
2017年，時年18歲的戶谷在Sony Music Artists主辦的第6屆Anistoteles甄選中獲得特別獎。
戶谷是聲優緒方惠美在2019年春季創辦的免費私人學校「Team BareboAt」的第一屆學生。
2022年8月6日，漫畫《鏈鋸人》改編動畫公佈主要角色聲優陣容，其中主角淀治的聲優是戶谷菊之介。這是戶谷初次飾演主角。

## 配音作品
※粗體字為主要角色

### 電視動畫
2022年
- 東京24區（示威隊伍）
- 作為女主角！～被討厭的女主角與秘密的工作～（宮澤、客人、男學生）
- 鏈鋸人（淀治）
- 4個人各自有著自己的秘密（男學生③）

2023年
- UniteUp! 眾星齊聚（清瀨明良[5]）
- 公司的小小前輩（男性社員A）
- 柚木家的四兄弟（柚木尊[6]）
- 豬肝記得煮熟再吃（年輕眾、警備）
- 七大罪 啟示錄四騎士（都尼[7]）
- 想當冒險者前往都市的女兒成為S級（亞修克羅夫特[8]）

2024年
- 婚戒物語（廚師）
- 黑執事 寄宿學校篇（契斯羅克[9]）
- WIND BREAKER—防風少年—（兔耳山丁子[10]）
- 魔法科高中的劣等生 第3期（九島光宣[11]）
- 【我推的孩子】 第2期（刻代役）
- 擅長逃跑的殿下（吹雪[12]）
- 沒能成為魔法師的女孩子的故事（鐵·鐵道[13]）
- 七大罪 啟示錄四騎士 第2期（都尼[14]）
- 重啟人生的千金小姐正在攻略龍帝陛下（哈迪斯·提歐斯·拉維[15]）
- 青之壬生浪（藤堂平助[16]）
- 2.5次元的誘惑（三田俊史）

2025年
- 不幸職業【鑑定士】其實是最強的（艾因[17]）
- UniteUp! 眾星齊聚 -Uni:Birth-（清瀨明良[18]）
- 異修羅（六分儀希洛克）
- 天久鷹央的推理病歷表（加賀谷正志[19]）
- 你好！我是脈脈（直也[20]）
- 男女之間存在純友情嗎？（不，不存在！）（夏目悠宇[21]）
- 薰香花朵凛然綻放（宇佐美翔平[22]）
- 和雨·和你（輝[23]）
- 青之壬生浪 芹澤暗殺篇（藤堂平助[24]）

時期未定
- 新宿//Actors-Nova（冠城里奧）
- 花樣少年少女（中津秀一[25]）

### 劇場版動畫
2022年
- 通往夏天的隧道，再見的出口

2025年
- 劇場版 鏈鋸人 蕾潔篇（淀治[26]）

### 遊戲
2021年
- WIND BOYS！（清嶋櫻晴[27]）

2022年
- 束縛彼氏（新藤曉[28]）
- 怪物彈珠（2023年 - 2024年 白蛇傳[29]、德爾莫斯特爾[30]）

2023年
- ONE ～光輝的季節～（住井護[31]）

2024年
- 九魂的久遠（スチュワート[32]）
- 18TRIP（北片生行[33]）
- Card-en-Ciel 天穹卡牌錄（スチュワート[34]、ダストン・ウォーロード）

## 外部連結
- 經紀公司個人資料頁（日語）
- 戶谷菊之介的X（前Twitter）（日語）